# 6-Meter-Band
Das 6-Meter-Band umfasst den Frequenzbereich von 50 MHz bis 52 MHz (Teile Europas) beziehungsweise von 50 MHz bis 54 MHz (Österreich, USA), den verschiedene Funkdienste nutzen, neben dem (auslaufenden) Rundfunk meist militärische Funkdienste. Der Amateurfunkdienst hat in Europa teilweise sekundären Status bzw. wird geduldet. In den USA werden Funkfernsteuerungen ebenfalls auch im 6-Meter-Band betrieben; hierfür sind 10 Kanäle zugewiesen.

## 6-Meter-Amateurband
Das 6-Meter-Amateurband ist je nach ITU-Region 2 MHz oder 4 MHz breit und hat aufgrund seiner Wellenlänge sowohl Kurzwelleneigenschaften als auch typische UKW-Eigenschaften. Es sind Reflexionen über die Ionosphäre möglich, sowohl über die E-Schicht als auch über die F-Schicht, hier allerdings fast ausschließlich im Sonnenfleckenmaximum.

### Bandplan
Der von den Amateurfunkverbänden empfohlene und daher rechtlich nicht bindende Bandplan sieht wie folgt aus:
| Frequenzbereich   | Nutzung |
| ----------------- | --- |
| 50,000–50,100 MHz | max. zulässige Bandbreite: 500 Hz - 50,000–50,080 Funkbaken (sonstiger Sendebetrieb unerwünscht) - 50,030 Anfang des in Deutschland zugelassenen Bereiches - 50,090 CW-Aktivitätszentrum |
| 50,100–50,500 MHz | max. zulässige Bandbreite: 2700 Hz - 50,100–50,130 DX-Fenster (Weitbereichsverbindungen) - 50,110 Interkontinental-Anruffrequenz - 50,150 SSB-Aktivitätszentrum - 50,285 Crossband-Arbeitsfrequenzen - 50,305 PSK31-Aktivitätszentrum - 50,310–50,320 Erde-Mond-Erde - 50,313 FT8 - 50,320–50,380 Meteorscatter CW und SSB |
| 50,500–51,000 MHz | max. zulässige Bandbreite: 2700 Hz - 50,510 SSTV (FSK) - 50,550 Facsimile - 50,600 Funkfernschreiben - 50,620–50,750 digitale Betriebsarten und FM, Repeater-Eingabe, 12 kHz Bandbreite |
| 51,000–52,000 MHz | max. zulässige Bandbreite: 6000 Hz - 51,210–51,390 Repeater-Eingabe (Uplink) - 51,410–51,590 FM - 51,810–51,990 Repeater-Ausgabe (Downlink) |

### Situation in Deutschland
Seit dem 25. August 2006 gelten neue Regelungen für den Betrieb auf dem 6-m-Amateurfunkband (Frequenzbereich 50,08–51,0 MHz). Funkbetrieb ist nur von festen, behördlich gemeldeten Amateurfunkstellen der Zeugnisklasse A zugelassen. Es dürfen nur die Modulationsarten J3E und A1A (SSB und CW) mit einer Leistung von 25 W ERP genutzt werden. Es ist nur horizontale Antennenpolarisation erlaubt. Während des Funkbetriebes muss die Funkstation telefonisch erreichbar sein. Ein Logbuch ist zu führen.
Es wurden Zuteilungen für drei Funkbaken in Deutschland erteilt, welche alle auf 50,483 MHz mit Zeitversatz in A1A senden.
| Rufzeichen | Ort        | QTH-Locator | Sendeleistung | Antenne                |
| ---------- | ---------- | ----------- | ------------- | ---------------------- |
| DF0ANN     | Moritzberg | JN59PL      | 2 Watt        | Horizontal Loop (omni) |
| DB0HGW     | Greifswald | JO64QC      | 2 Watt        | Magnetic Loop (omni)   |
| DB0DUB     | Gangelt    | JO31AA      | 1 Watt        | Horizontal HALO (omni) |

Am 23. Mai 2013 wurde von der Bundesnetzagentur der Bandbereich 50,03–51,0 MHz testweise bis zum 31. Dezember 2013 für alle Betriebsarten mit einer Bandbreite von maximal 12 kHz freigegeben und mit Amtsblatt Nr. 2/2014 in der Mitteilung Nr. 96/2014 bis zum 31. Dezember 2014 verlängert.
Ab 1. Januar 2015 wurde zusätzlich von der Bundesnetzagentur die zulässige Sendeleistung auf 25 W PEP geändert. Auf Abgabe einer Betriebsmeldung wurde verzichtet. Diese Änderung galt befristet bis zum 31. Dezember 2015.
Es folgte eine Verlängerung bis zum 31. Dezember 2016 in der Mitteilung Nr. 34/2016 und weiter bis zum 31. Dezember 2017 in der Mitteilung Nr. 1700/2016.[veraltet]
Im November 2017 erfolgte eine Änderung der Mitteilung Nr. 1700/2016 der Bundesnetzagentur. Die Nutzung des bisher geduldete Teilstücks 50,03–50,08 MHz, wurde offizieller Bestandteil der Frequenzverordnung.
Seit dem 6. Mai 2020 veröffentlichten Amtsblatt 08/2020 hat die Bundesnetzagentur eine erste Umsetzung der WRC19-Ergebnisse vorgenommen. Kurz zusammengefasst:
- 50,0–50,4 MHz mit max. 750 W PEP Sendeleistung für Klasse A, max. 100 W PEP Sendeleistung für Klasse E
- im sonstigen Band bis 52 MHz sowohl für Klasse A als auch Klasse E 25 W PEP Sendeleistung
- alle Sendearten mit max. 12 kHz Bandbreite
- ausschließlich horizontale Antennenpolarisation
- Contestbetrieb ist nun ganzjährig erlaubt
- Nutzung ist auf ortsfeste Amateurfunkstellen beschränkt

Die Regelungen wurden regelmäßig über im Amtsblatt der Bundesnetzagentur veröffentlichten Verfügungen verlängert.
Mit der novellierten Amateurfunkverordnung vom 27. Mai 2024 wurde die Befristung aufgehoben, die Regelungen sind mit Wirkung ab dem 24. Juni 2024 dauerhaft gültig.
Damit entfällt ab dem 24. Juni 2024 die befristete Zulassung der Klasse E für das 6-Meter-Band für den Rest des Jahres 2024.
Mit dem Amtsblatt 24/2024 wurde eine erneute befristete Zulassung der Klasse E für das 6-Meter-Band unter den bisherigen Nutzungsbedingungen erteilt. Die vorübergehende Betriebserlaubnis für die Klasse E beginnt demnach am 1. Januar 2025 und endet am 31. Dezember 2025.

### Situation in Österreich
Die maximal erlaubte Sendeleistung in Österreich von 50–52 MHz ist 200 W, wobei der Status von 50–50,5 MHz primär ist, im Rest des Bandes sekundär. Im Bereich von 52–54 MHz beträgt die maximale Sendeleistung 100 W und die Bandbreite ist auf 2 MHz beschränkt. Die Nutzung des letzten Frequenzbereichs ist befristet bis 31. Dezember 2030.
Seit der Sender Jauerling auf dem Band I nicht mehr in Betrieb ist, wurden alle zum Schutz dieses Senders verfügten Einschränkungen ab dem 12. November 2008 durch die Novelle der Amateurfunkverordnung aufgehoben.